# مي باو جيو
مي باو جيو  (بالصينية: 梅葆玖) مؤدي أوبرا ولد في 29 مارس 1934 في شانغهاي تاريخ الوفاة 25 أبريل 2016 (عن عمر 82 عامًا) في بكين•

## السيرة الذاتية والمهنية
هو أصغر طفل في أسرة مي. ومن بين كل أبناء جيله في العائلة، خاض هو وأخته الكبيرة فقط في أعماق أوبرا بكين. وكان مي باو جيو الوريث الوحيد لفن «دان» لمدرسة مي التي أنشأها والده.
بعد الشروع في تعلم أوبرا بكين في سن العاشرة، ظهر مي باو جيو لأول مرة على المسرح وهو في سن الـ13. وبعد خمس سنوات فقط تأهل للأداء مع والده. يعتبر مي باو جيو أكثر محافظة مقارنة مع الإصلاح الإبداعي الذي أدخله الوالد على الأوبرا. خلال حياته، قضى وقتا طويلا في استعادة وملاءمة وجمع الأعمال الفنية المتميزة لوالده، ولكنه نادرا ما تدرب على مسرحيات جديدة.
ويشار 	لدان	 إلى دور امرأة في أوبرا بكين. أدوار دان جسدها ممثلون ذكور في الصين الإقطاعية، ويرجع السبب الرئيسي في ذلك إلى عدم السماح للنساء بالصعود على خشبة المسرح. أوبرا بكين، التي بزغت في أواخر القرن الـ18 وشهدت تطورا كاملا ومعترفا به بحلول منتصف القرن الـ19، أبرزت ممثلين من الذكور يؤدون أدوارا أنثوية منذ البداية. فقط في أواخر عهد أسرة تشينغ (1644-1911) بدأت الإناث في لعب أدوار دان في أوبرا بكين. وفي السنوات الأولى من فترة جمهورية الصين (1912-1949) تميز الإنتاج المشترك بظهور الممثلين الإناث والذكور. كان مي لان فانغ واحدا من فناني أوبرا بكين الأكثر شهرة في تاريخ الصين الحديث، وكان معروفا بشكل خاص بأداء أدوار دان. مي لان فانغ، شانغ شياو يون، تشنغ يان تشيو، وشيون هوي شنغ، معروفون جميعهم بأنهم ممثلون كبار لأدوار دان في العصر الذهبي لأوبرا بكين. مع أسلوب تمثيله وغنائه الفريد، أدى مي الكبير كل أساليب دان تقريبا وحطم بشكل كامل الفروق الصارمة بين تشينغيي (الإناث المبجلات الجميلات)، وهوادان (الشابات المرحات)، وداومادان (المحاربات الإناث). أسلوبه السلس والمثالي التوقيت والمتوازن عُرف باسم «مدرسة مي» في أوساط الأوبرا.
((قال مي ذات مرة في مقابلة: «الأذواق الجمالية اليوم تختلف عما كانت عليه قبل 50 عاما.» وتابع قائلا: «نحن كممثلين ينبغي أن نتبع إتجاهات العصر. ولكن إذا أردنا تغيير شيء ما، ينبغي أن يكون ذلك على أساس متين وأن يكون صحيحا. فقط عندما نتبع هذه القاعدة، سيتقبل الجمهور التغيرات التي نجريها. على سبيل المثال، إذا أضفنا موسيقى الديسكو إلى مدرسة مي، فسيكون ذلك بمثابة كارثة. يجب علينا التمسك بروح الفن في الوقت الذي نسعى فيه إلى مجموعة واسعة من التعبير. عندما كنت أسجل الموسيقى التصويرية لـ» المحظية الامبراطورية يانغ«مع أوركسترا الصين السيمفونية، قمنا بإضافة موسيقى وترية وموسيقى خلفية جعلت الغناء يبرز وأضفت على الغناء جوا خاصا.» يعتقد مي أن جوهر «الحفاظ على الروح أثناء تغيير الشكل» يحافظ على النحو الأمثل على فن أوبرا بكين مع المحافظة على جذور مدرسة مي ويقوم بإصلاحات طموحة من حيث الشكل الفني، والأشياء التكميلية، والسرعة المثيرة لتقديم خدمة أفضل للجمهور المعاصر)).
مدرسة مي من خلال الجمع بين سمات أدوار تشينغيي، هوادان، وداومادان، شكلت 	مدرسة مي تأثيرا واسع النطاق على أوبرا بكين. أهم ميزة للمدرسة هو عدم التشدد في أي صورة بارزة، الأمر الذي اُعتبر متوافقا مع الجماليات الصينية التقليدية «للحفاظ على التوازن والانسجام من خلال توجيه العقل إلى حالة من التوازن الدائم.» ومع ذلك، فإن عدم وجود ميزة موسيقى الرقص لا يعني أن مدرسة مي هي نمط فضفاض. يرى مي أن «الأداء لا ينبغي أبدا أن يكون محافظا. مدرسة مي تحدد متطلبات عالية للمهارات الأساسية للممثلين. ضع قلبك في الأداء وإكتسب جمهورك، ومن ثم قد تجد الطريق السري لمدرسة مي – هذه هي الطريقة التي نوجه بها الممثلين لدينا.»
فيما يتعلق بالتدريس وتمرير مدرسة مي، أولى مي التركيز بشكل خاص على فهم الثقافة الصينية. أعلن مي في العديد من المناسبات «أن أفضل طريقة لأداء أوبرا بكين، في النهاية، هو مع الارتباط بالثقافة بالفعل.» اكتسب والده صداقات مع وتعلم من عدد من الرسامين والكتّاب. ومن أجل أداء أدوار مختلفة على نحو أفضل، أمضى مي الكبير وقتا طويلا في ممارسة الخط الصيني والرسم والأدب. بدأ مي باو جيو أيضا التعليم النظامي قبل أن يدرس الأوبرا، ولم ينقطع تعلمه أبدا. وأشار: «يجب على ممثلي أوبرا بكين قراءة الأدب الصيني القديم لفهم أفضل لمختلف الشخصيات. الممثلون الذين يصورون قصصا أو أساطير تاريخية يجب عليهم أولا فهم الحكايات من الناحية الثقافية. فقط عندما يفعلون ذلك سيكون أداؤهم حقيقيا في الحياة. هذه هي سمة أخرى تطالب بها مدرسة مي.»
يرى مي أن ممثلي أوبرا بكين لا ينبغي أن يحيدوا عن مدارسهم المتخصصة. ويقول: «كل نهر له مصدره وكل شجرة لها جذورها. هذه الفلسفة تنطبق على ممثلي أوبرا بكين وتبين كيف يتم تمرير الفن من جيل إلى جيل.» كان مي باو جيو على أتم الاستعداد لتبادل تسجيلات ومخطوطات وصور عريقة تتعلق بأبيه مع طلابه. ويقول: «أريدهم أن يعرفوا كيف تم تمرير مدرستنا حتى يتمكنوا من نقلها إلى الأجيال القادمة. إن التمرير من جيل إلى آخر سوف يحافظ على كنزنا إلى الأبد. وقد أكد فنانو الأوبرا الصينية التقليدية أن المهنيين يجب أن يكونوا لاعبين رئيسيين في عملية تمرير الفن، وهي الفلسفة التي لا تزال أمرا منطقيا اليوم.»

## الجوائز
عروض مي باو جيو الشهيرة قادته للفوز بـ «جائزة أفضل فنان في آسيا» التي منحها له مركز لينكولن في مدينة نيويورك في عام 1989، كما تم منحه «جائزة الماستر الفنية» و«جائزة الإنجاز مدى الحياة» من قبل جمعية الفنانين العالمية ومقرها في الولايات المتحدة.

## حياته الشخصية
إلى جانب أوبرا بكين، كانت الآلات ولعا آخر رافق مي طوال حياته. وقد بدأ في رسم مخططات ميكانيكية في مرحلة الطفولة. أحب كل شيء يتعلق بالكهرباء، وكان مفتونا أيضا بالدراجات والدراجات النارية والطائرات، وبصفة خاصة السيارات.
نظرا لمخاوف تتعلق بالسلامة، منعه والداه من قيادة السيارة طوال حياتهما. بعد وفاتهما، حصل مي أخيرا على رخصة وهو في سن الـ50. وكان لا يزال يقود سيارته الفولفو في سن الـ75. وقاد معلم الأوبرا ذات مرة طائرة أحد أصدقائه لمدة 30 دقيقة، واعتبر أن التجربة «أقل بكثير مما يكفي.»
تبنى مي بنشاط أيضا أنواعا أخرى من الموسيقى. وكشف ذات مرة أنه يمتلك كل تسجيلات مايكل جاكسون، مما أثار دهشة جميع الحاضرين. كما أعرب عن ولعه بـ «سيلين ديور» في مناسبات عديدة. وقال: «الحياة يجب أن تكون نابضة بالحيوية، وعلينا أن نعرف على الأقل قليلا عن كل شيء. إذا لم أكن أعرف شيئا سوى أوبرا بكين، لكانت حياتي مملة ومهدرة إلى درجة كبيرة.»

## وصلات خارجية
- مي باو جيو على موقع IMDb (الإنجليزية)